# Кислянка (приток Ревды)
Кислянка — река на Среднем Урале, протекает по Свердловской области, в районе городов Ревды и Дегтярска. Устье реки находится в 22 км по правому берегу реки Ревды. Длина реки Кислянки составляет 10 км.

## Данные водного реестра
По данным государственного водного реестра России, река Кислянка относится к Камскому бассейновому округу, водохозяйственный участок — Ревда от истока до Новомариинского гидроузла, речной подбассейн — Кама до Куйбышевского водохранилища (без бассейнов рек Белой и Вятки), речной бассейн — Кама.
Код объекта в государственном водном реестре — 10010100412111100010234.